# Setodes endymion
Setodes endymion är en nattsländeart som beskrevs av Malicky och Chantaramongkol in Malicky 2000. Setodes endymion ingår i släktet Setodes och familjen långhornssländor. Inga underarter finns listade i Catalogue of Life.